# Anh Tuấn (biên tập viên)
Vũ Anh Tuấn (sinh ngày 13 tháng 10 năm 1974), thường được biết đến với nghệ danh Anh Tuấn, là một biên tập viên, nhà sản xuất truyền hình kiêm người dẫn chương trình truyền hình người Việt Nam. Là một người có kiến thức âm nhạc sâu rộng, anh được biết đến nhiều nhất với vai trò là biên tập viên âm nhạc của Đài Truyền hình Việt Nam, cũng như làm người dẫn chương trình cho các chương trình âm nhạc của VTV như Sao Mai điểm hẹn và Trò chơi âm nhạc.

## Thiếu thời
Vũ Anh Tuấn sinh ngày 13 tháng 10 năm 1974 tại Hà Nội, là người con duy nhất trong gia đình. Cha của anh là Giáo sư Âm nhạc, Nhà giáo Nhân dân Vũ Hướng – nguyên Phó Giám đốc Nhạc viện Hà Nội (nay là Học viện Âm nhạc Quốc gia Việt Nam); trong khi mẹ anh là một bác sĩ đã tốt nghiệp trường Y, làm việc tại công ty của ông ngoại anh. Do điều kiện công việc khiến bố anh phải học tập dài hạn ở nước ngoài, mẹ anh là người đảm nhận thường xuyên các công việc gia đình và chăm sóc cho anh ngay từ nhỏ. Năm 4 tuổi, Anh Tuấn bắt đầu được tiếp xúc và luyện tập với đàn piano trong vòng hai năm, trước khi được học đàn cello theo định hướng của bố.
Năm 1981, lúc mới 7 tuổi, Anh Tuấn đã được bố ủng hộ theo học và chơi nhạc cổ điển tại Nhạc viện Hà Nội. Trong 17 năm theo học tại đây, anh luôn đạt thành tích học tập xuất sắc. Cuối khóa đại học, anh đỗ thủ khoa và được chuyển tiếp lên cao học tại Nhạc viện mà không phải tham dự kỳ thi chuyển cấp.
Thời sinh viên, Anh Tuấn cùng một số người bạn cùng thời như Trịnh Long Vũ (người sau này trở thành một bình luận viên thể thao) và Trần Thanh Tùng (Tùng John) đã lập nên ban nhạc Desire – một nhóm nhạc chuyên hát lại các bài hát hit của ban nhạc lừng danh The Beatles – trong đó anh giữ vai trò là thành viên chơi guitar bass của nhóm. Ban nhạc trở nên nổi tiếng trong phong trào yêu nhạc The Beatles ở Hà Nội vào đầu thập niên 1990; có thời điểm các buổi biểu diễn của họ thu hút tới gần chục nghìn sinh viên tại Trường Đại học Tổng hợp. Mặc dù Desire giảm dần hoạt động rồi tan rã trong vài năm sau đó, các thành viên trong ban nhạc, kể cả Anh Tuấn, vẫn giữ liên lạc với nhau và thường xuyên tái hợp trong những chương trình, sự kiện liên quan đến The Beatles sau này. Khi cùng đội tuyển Nhạc viện Hà Nội tham dự cuộc thi SV 96 do Đài Truyền hình Việt Nam tổ chức, Anh Tuấn đã bị ấn tượng với công việc ở đài truyền hình và bày tỏ mong muốn được làm việc trong môi trường này, bởi anh biết được nhà đài đang rất cần những người làm âm nhạc vào thời điểm đó.

## Sự nghiệp
Tốt nghiệp Nhạc viện Hà Nội vào loại xuất sắc năm 1997, Anh Tuấn tiếp tục học cao học tại Nhạc viện, rồi theo học song song tại Trường Đại học Ngoại thương. Cùng năm đó, anh trúng tuyển vào Đài Truyền hình Việt Nam và làm việc dưới sự hướng dẫn của đạo diễn, NSƯT Bùi An Ninh – người lúc đó là Trưởng tiểu ban Ca nhạc của kênh VTV3 và là một trong bảy người thành lập kênh này. Ban đầu, anh đảm nhận vị trí biên tập viên phụ trách các chương trình âm nhạc cổ điển. Vào năm 1998, khi MTV bắt đầu hiện diện tại Việt Nam, anh được MTV châu Á lựa chọn là một trong hai VJ đầu tiên của Việt Nam dẫn chương trình ca nhạc quốc tế MTV.
Năm 2000, Anh Tuấn sang Malaysia để dự thi vào trường Berklee College of Music của Mỹ, và đã giành được mức học bổng cao nhất đối với du học sinh cho bốn năm học tại trường. Tuy nhiên, vì công việc tại đài truyền hình quá bận rộn nên sau một năm bảo lưu anh đã phải từ bỏ suất học bổng này. Sau này, để tập trung cho sự nghiệp truyền hình, anh đã phải bỏ dở việc học ở Đại học Ngoại thương, cũng như không thể hoàn thành khóa học ở Nhạc viện mặc dù chỉ còn một kỳ thi cuối cùng.
Năm 2001, anh cùng với Diễm Quỳnh trở thành hai người dẫn chương trình của trò chơi truyền hình Thế kỷ âm nhạc, một cuộc thi tìm hiểu kiến thức âm nhạc của VTV3. Cả hai tiếp tục hợp tác trong chương trình tiếp sau đó Trò chơi âm nhạc ra mắt vào năm 2002, và cùng dẫn dắt chương trình trong hai năm đầu tiên; ở năm thứ ba của cuộc thi, Anh Tuấn làm dẫn chương trình bên cạnh người đồng nghiệp mới Ngọc Linh. Khi Trò chơi âm nhạc chuyển sang phiên bản mới vào năm 2005, Anh Tuấn đã thay thế vị trí của chính người tiền nhiệm Diễm Quỳnh từ năm 2006 và gắn bó với chương trình này trong suốt hơn sáu năm tiếp theo. Trong chương trình kỷ niệm hai năm ra mắt phiên bản mới vào ngày 7 tháng 9 năm 2007, Anh Tuấn đã xuất hiện cùng với Diễm Quỳnh trong vai trò người chơi (vị trí dẫn chương trình được giao cho nhà báo Lại Văn Sâm).
Từ năm 2006, Anh Tuấn bắt đầu được giao dẫn dắt nhiều chương trình, sự kiện quan trọng bao gồm Sao Mai Điểm hẹn, Bài hát Việt, Hoa hậu Việt Nam bốn kỳ liên tiếp vào các năm 2006 đến 2012, Hoa hậu Thế giới người Việt các năm 2007 và 2010, và bán kết Hoa hậu Hoàn vũ Việt Nam 2017. Bên cạnh đó, anh cũng tham gia vào vai trò nhà sản xuất và đạo diễn cho nhièu chương trình âm nhạc, buổi biểu diễn của nhiều nghệ sĩ quốc tế tại Việt Nam như Bi Rain, Westlife, Shayne Ward, Jewelry... Năm 2014, anh được lựa chọn làm đại sứ du lịch của Singapore trong vòng hai năm, và đến năm 2018 thì trở thành đại sứ du lịch cho bốn tỉnh, thành phố của bờ Đông Hàn Quốc tại Việt Nam trong cùng khoảng thời gian.  Tháng 9 năm 2017, Anh Tuấn trở lại với âm nhạc để làm giám đốc điều hành của Dàn nhạc giao hưởng Mặt trời vừa được thành lập.
Tháng 10 năm 2023, Anh Tuấn được công bố là một trong ba người dẫn chính của chương trình Chị đẹp đạp gió rẽ sóng mùa đầu tiên. Anh tiếp tục có tên ở vị trí dẫn dắt của hai chương trình âm nhạc thực tế khác trong năm 2024 là Anh trai vượt ngàn chông gai mùa đầu tiên và Chị đẹp đạp gió mùa thứ hai, trong đó chương trình Anh trai vượt ngàn chông gai đã giúp Anh Tuấn giành được một giải Mai Vàng ở hạng mục dành cho người dẫn chương trình. Năm 2025, anh đảm nhận việc dẫn chương trình cho cuộc thi âm nhạc Điểm hẹn tài năng do VTV tổ chức cùng với MC Thùy Linh.

## Các chương trình đã tham gia

### Dẫn chương trình

#### Chương trình truyền hình
- Bảng xếp hạng âm nhạc MTV - VTV3
- Thế kỷ âm nhạc - VTV3
- Trò chơi âm nhạc - VTV3
- Nhịp điệu trẻ - VTV3
- MTV Miền nhiệt đới - VTV3
- Tạp chí MTV - VTV3
- Sao Mai điểm hẹn - VTV
- Âm nhạc và những người bạn - VTV3
- Bản giao hưởng mùa xuân - VTV3[32]
- Mùa đoàn tụ - VTV
- VTV - Những giai điệu đẹp - VTV1, VTV3, VTV6
- Cafe sáng với VTV3
- Giai điệu kết nối - VTV1
- Giai điệu tự hào - VTV1
- Quán thanh xuân - VTV1
- Bài hát đầu tiên - VTV3
- Bài hát Việt - VTV3, VTV6
- Đón Tết cùng VTV 2015
- Giai điệu hoà bình
- Chung kết Vietnam's Next Top Model 2010-2013
- Chung kết Liên Hoan Tiếng Hát Hoa Phượng Đỏ toàn quốc 2007-2013
- Con đường âm nhạc - VTV1, VTV3
- Cassette hoài niệm - VTV3[33]
- Chị đẹp đạp gió rẽ sóng - VTV3
- VTV Awards - VTV1
- Anh trai vượt ngàn chông gai - VTV3
- Điểm hẹn tài năng - VTV3

#### Sự kiện
- Chung kết Hoa hậu Việt Nam: 2006, 2008, 2010, 2012
- Chung kết Hoa hậu Thế giới người Việt: 2007, 2010
- Bán kết Hoa hậu Hoàn vũ Việt Nam: 2017
- Liveshow Bức Tường và những người bạn: Đôi bàn tay thắp lửa
- Khai mạc Lễ hội pháo hoa quốc tế Đà Nẵng: 2025

### Người chơi, khách mời
- SV 96
- Trò chơi âm nhạc (7 tháng 9 năm 2007)
- SV 2016
- Vì bạn xứng đáng
- Ký ức vui vẻ
- Ai là triệu phú
- Nhật ký Ulsan - VTVcab 12
- Chuyện đêm muộn (31 tháng 10 năm 2015) - VTV3[34]
- Ghế không tựa - VTV6[35]
- Cầu vồng - VTV6
- Sóng 22 - HTV2
- Cuộc hẹn cuối tuần - VTV3[36]
- Hãy yêu nhau đi - VTV3
- Muôn màu showbiz - VTV3

## Đời tư
Anh Tuấn đã từng kết hôn với một người phụ nữ tên Lisa (quốc tịch Úc) khi còn là du học sinh tại Úc, và có hai người con trai là Alex (tên tiếng Việt là Vũ Quang Huy) và Henry (Vũ Quang Thắng). Tuy nhiên, cả hai người đã ly hôn với nguyên do không được tiết lộ; Alex và Henry sau đó đã theo mẹ sinh sống ở Úc, tuy vậy Anh Tuấn vẫn thường dành thời gian để đến thăm các con cũng như đưa họ về thăm anh tại Việt Nam.
Sau khi ly hôn với người vợ đầu, đến đầu năm 2013, anh kết hôn lần thứ hai với Lý Hồng Nhung (sinh năm 1988) – người từng tham dự đêm chung kết cuộc thi Hoa hậu Việt Nam 2008. Lễ cưới của cả hai được tổ chức riêng tư tại Hà Nội trước sự chứng kiến của một số thành viên trong gia đình và bạn bè thân thiết. Hồng Nhung đã hạ sinh con gái đầu lòng với tên thân mật là Anna vào đúng ngày mùng 2 Tết Nguyên Đán Quý Mão 2023.

## Giải thưởng và đề cử
| Năm  | Giải thưởng   | Hạng mục               | Chương trình                 | Kết quả   | TK     |
| ---- | ------------- | ---------------------- | ---------------------------- | --------- | ------ |
| 2024 | Giải Mai Vàng | Người dẫn chương trình | Anh trai vượt ngàn chông gai | Đoạt giải | [ 30 ] |